# Slag bij Nîmes

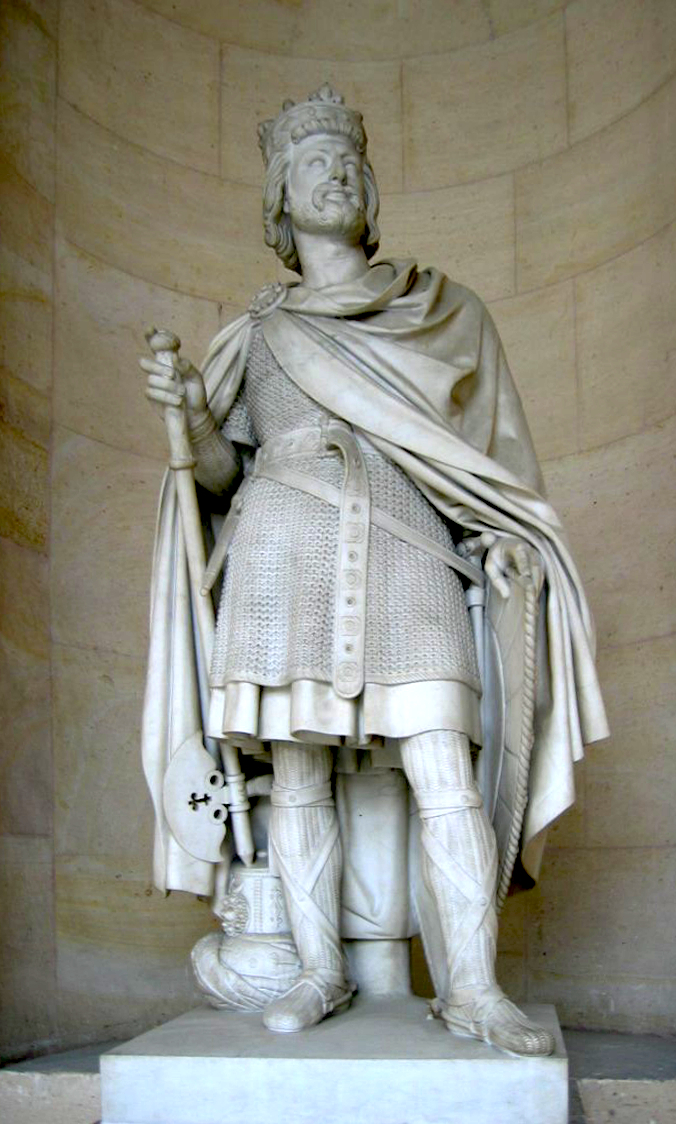
Karel Martel

De Slag bij Nîmes vond plaats in 736, kort na de inname en verwoesting van Avignon. Het lukte Karel Martel niet om de Omajjaadse stad Narbonne in te nemen maar hij verwoestte het grootste gedeelte van de overige voorname nederzettingen van Septimanië waaronder Nîmes, Agde, Béziers en Maguelonne, welke hij beschouwde als potentiële Saraceense bolwerken.
De stad Nîmes (Kronieken van Fredegar) en het Romeinse amfitheater (door de Visigothen omgebouwd tot vesting) werden op bevel van Karel Martel vernietigd.
Karel, koning van het Frankische Rijk, had waarschijnlijk ook Narbonne in kunnen nemen als hij bereid was geweest om zijn leger en middelen volledig toe te wijden aan een beleg van onbepaalde duur, maar dit was niet het geval. Hij had zijn voornaamste doelen bereikt door de Saraceense legers te vernietigen. De Saracenen waren tijdelijk teruggedrongen tot de stad Narbonne maar een tweede expeditie was later dat jaar nodig om de controle over Provence te heroveren nadat Saraceense legers terugkeerden.
Volgens Paulus Diaconus' Historia Langobardorum trokken de Saracenen zich terug nadat ze ontdekten dat Martel een verbond had gesloten met de Longobarden. Martel's resterende jaren - hij zou nog slechts vier jaar leven - werden besteed aan het opzetten en versterken van de administratieve structuur die zou uitgroeien tot het Karolingische rijk en de feodale staat die zou voortduren tijdens de vroege middeleeuwen. Zijn zoon keerde in 759 terug en maakte zijn vader's werk af door Narbonne te veroveren en het emiraat Córdoba te verdrijven tot over de Pyreneeën.